# Paradise rendőrei (televíziós sorozat)
A Paradise rendőrei egy amerikai felnőtt animációs sorozat, amelynek alkotói Waco O'Guin és Roger Black. A sorozat 2018. augusztus 31-én jelent meg a Netflixen. A sorozat főszereplői Dana Snyder, Cedric Yarbrough, David Herman, Tom Kenny, Sarah Chalke, és Kyle Kinane. 2018. október 30-án a Netflix bejelentette, hogy a sorozatnak lesz egy második évadja, amelynek az első fele 2020. március 6-án jelent meg, amíg a másik fele 2021. március 12-én.

## Szereplők

### Főszereplők
| Színész          | Karakter                  | Leírás |
| ---------------- | ------------------------- | --- |
| Sarah Chalke     | Gina Jabowski             | Egy pszichotikus és erőszakos rendőr, aki kövér fétise miatt gyakran szexuálisan zaklatja Dustyt.               |
| David Herman     | Kevin Crawford            | Egy kissé túlsúlyos, újonnan felvett rendőr és Randall Crawford főnök fia.                                      |
| Tom Kenny        | Randall Crawford őrmester | A Paradise-i rendőrség főnöke és Kevin apja.                                                                    |
| Kyle Kinane      | Golyó                     | Egy rendőrkutya, aki rabja az elkobzott drogoknak amit őriznie kéne.                                            |
| Cedric Yarbrough | Gerald "Fitz" Fitzgerald  | Egy fekete bőrű rendőr.                                                                                         |
| Dana Snyder      | Dusty Marlow              | Egy elhízott rendőr, akit Gina folyamatosan szexuálisan zaklat. Rendkívül gyerekes és több macskája van otthon. |

### Visszatérő szereplők
| Színész      | Karakter                    |
| ------------ | --------------------------- |
| Grey Griffin | Karen Crawford polgármester |
| Waco O'Guin  | Robbie                      |
| Roger Black  | Delbert                     |

## Epizódok
| Rész | Rész | Évad | Epizódok | Eredeti sugárzás    | Magyar sugárzás   | Adó |
| ---- | ---- | ---- | -------- | ------------------- | ----------------- | --- |
|      | 1    | 1    | 10       | 2018. augusztus 31. | 2019. február 22. |     |
|      | 2    | 2    | 8        | 2020. március 6.    | 2020. március 6.  |     |
|      | 3    | 2    | 12       | 2021. március 12.   | 2021. március 12. |     |

### 1. rész (2018)
| Sor. | Év. | Cím                                               | Rendező             | Író                           | Premier                               |
| ---- | --- | ------------------------------------------------- | ------------------- | ----------------------------- | ------------------------------------- |
| 1.   | 1.  | Üdv a paradicsomban! (Welcome to Paradise)        | Matt Garofalo       | Roger Black és Waco O'Guin    | 2018. augusztus 31. 2019. február 22. |
| 2.   | 2.  | Vásárra vitt bőr (Ass on the Line)                | Brian Mainolfi      | Roger Black és Waco O'Guin    | 2018. augusztus 31. 2019. február 22. |
| 3.   | 3.  | Fekete és kék (Black & Blue)                      | Lauren Andrews      | Aaron Lee                     | 2018. augusztus 31. 2019. február 22. |
| 4.   | 4.  | Karla (Karla)                                     | Fill Marc Sagadraca | Rocky Russo és Jeremy Sosenko | 2018. augusztus 31. 2019. február 22. |
| 5.   | 5.  | Sárkányok a hálóban (Dungeons & Dragnet)          | Matt Garofalo       | Roger Black és Waco O'Guin    | 2018. augusztus 31. 2019. február 22. |
| 6.   | 6.  | Bemutatkoznak Jabowskiék (Meet the Jabowskis)     | Brian Mainolfi      | Amy Pocha és Seth Cohen       | 2018. augusztus 31. 2019. február 22. |
| 7.   | 7.  | Rendőrakadémia (Police Academy)                   | Lauren Andrews      | Aaron Lee                     | 2018. augusztus 31. 2019. február 22. |
| 8.   | 8.  | Munkacsoport (Task Force)                         | Fill Marc Sagadraca | Rocky Russo és Jeremy Sosenko | 2018. augusztus 31. 2019. február 22. |
| 9.   | 9.  | Csapda a szülőknek (Parent Trap)                  | Matt Garofalo       | Michael Rowe                  | 2018. augusztus 31. 2019. február 22. |
| 10.  | 10. | Karácsony a paradicsomban (Christmas in Paradise) | Brian Mainolfi      | Roger Black és Waco O'Guin    | 2018. augusztus 31. 2019. február 22. |

### 2. rész (2020)
| Sor. | Év. | Cím                                                                   | Rendező        | Író                           | Premier                           |
| ---- | --- | --------------------------------------------------------------------- | -------------- | ----------------------------- | --------------------------------- |
| 11.  | 1.  | Újjászületett paradicsom (Paradise Found)                             | Brian Mainolfi | Waco O'Guin és Roger Black    | 2020. március 6. 2020. március 6. |
| 12.  | 2.  | Nagy golyó ereje (Big Ball Energy)                                    | Lauren Andrews | Roger Black és Waco O' Guin   | 2020. március 6. 2020. március 6. |
| 13.  | 3.  | Tucker Carlson egy f***fej (Tucker Carlson Is a Huge D**k)            | Matt Garofalo  | Dan Signer                    | 2020. március 6. 2020. március 6. |
| 14.  | 4.  | Ki zabálta fel Wally gofriját? (Who Ate Wally's Waffles)              | Brian Mainolfi | Steve Tompkins                | 2020. március 6. 2020. március 6. |
| 15.  | 5.  | Az Atya, a Fiú és a Cédula (The Father, the Son and the Post-it Note) | Lauren Andrews | Rocky Russo és Jeremy Sosenko | 2020. március 6. 2020. március 6. |
| 16.  | 6.  | Szavazatmánia (Flip the Vote)                                         | Matt Garofalo  | Roger Black és Waco O' Guin   | 2020. március 6. 2020. március 6. |
| 17.  | 7.  | Paradise rendőrei Brickleberryben (Paradise PD Meets Brickleberry)    | Brian Mainolfi | Waco O' Guin és Roger Black   | 2020. március 6. 2020. március 6. |
| 18.  | 8.  | DD-Hadművelet (Operation DD)                                          | Lauren Andrews | Roger Black és Waco O' Guin   | 2020. március 6. 2020. március 6. |

### 3. rész (2021)
| Sor. | Év. | Cím                                                                  | Rendező                          | Író                           | Premier                             |
| ---- | --- | -------------------------------------------------------------------- | -------------------------------- | ----------------------------- | ----------------------------------- |
| 19.  | 1.  | Utóhatás (Fallout)                                                   | Ashley J. Long és Mike Disa      | Waco O'Guin és Roger Black    | 2021. március 12. 2021. március 12. |
| 20.  | 2.  | Top zsaruk (Top Cops)                                                | Brian Mainolfi                   | Roger Black és Waco O' Guin   | 2021. március 12. 2021. március 12. |
| 21.  | 3.  | Lefagyasztott bébik (Ice Ice Babies)                                 | Lauren Andrews                   | Rocky Russo és Jeremy Sosenko | 2021. március 12. 2021. március 12. |
| 22.  | 4.  | Mielőtt meghúzod a ravaszt (Trigger Warning)                         | Mike Disa                        | Josh Lehrman és Kyle Stegina  | 2021. március 12. 2021. március 12. |
| 23.  | 5.  | Leszámolás az Arany Karám kifőzdében (Showdown at the O-bese Corral) | Brian Mainolfi                   | Dan Signer                    | 2021. március 12. 2021. március 12. |
| 24.  | 6.  | Így esik szét a süti (How The Cookie Crumbles)                       | Lauren Andrews                   | Seth Cohen és Amy Pocha       | 2021. március 12. 2021. március 12. |
| 25.  | 7.  | Amikor a részegség vakságot okoz (Blind Drunk)                       | Mike Disa                        | Rocky Russo és Jeremy Sosenko | 2021. március 12. 2021. március 12. |
| 26.  | 8.  | Léghajók városa (Blimp City)                                         | Jackson Turcotte és Beth Wollman | Amy Pocha és Seth Cohen       | 2021. március 12. 2021. március 12. |
| 27.  | 9.  | A világ LARP szerint (The World According to LARP)                   | Brian Mainolfi                   | Rocky Russo és Jeremy Sosenko | 2021. március 12. 2021. március 12. |
| 28.  | 10. | A magzat vonzereje (Fetal Attraction)                                | Mike Disa                        | Nora Nolan                    | 2021. március 12. 2021. március 12. |
| 29.  | 11. | Mi történik Pinamában (What Happens in Twatemala)                    | Peter Merryman                   | Josh GreenbArg                | 2021. március 12. 2021. március 12. |
| 30.  | 12. | PARAD-ISIS (PARAD-ISIS)                                              | Brian Mainolfi                   | Roger Black és Waco O'Guin    | 2021. március 12. 2021. március 12. |

### 4. rész (2022)
| Sor. | Év. | Cím                                        | Rendező        | Író                           | Premier                               |
| ---- | --- | ------------------------------------------ | -------------- | ----------------------------- | ------------------------------------- |
| 31.  | 1.  | Tesózóna odú (The Brozone Lair)            | John Martinez  | Waco O'Guin és Roger Black    | 2022. december 16. 2022. december 16. |
| 32.  | 2.  | Top zsaruk (Diddy's Home)                  | Beth Wollman   | Waco O'Guin és Roger Black    | 2022. december 16. 2022. december 16. |
| 33.  | 3.  | Lefagyasztott bébik (A Star Is Porn)       | Brian Mainolfi | Waco O'Guin és Roger Black    | 2022. december 16. 2022. december 16. |
| 34.  | 4.  | Flancos farmer (Good Jeans)                | Beth Wollman   | Waco O'Guin és Roger Black    | 2022. december 16. 2022. december 16. |
| 35.  | 5.  | Kakiművész (The Shartist)                  | John Martinez  | Waco O'Guin és Roger Black    | 2022. december 16. 2022. december 16. |
| 36.  | 6.  | A segges verzió (The Butt Cut)             | Brian Mainolfi | Waco O'Guin és Roger Black    | 2022. december 16. 2022. december 16. |
| 37.  | 7.  | Hajó! (Boat!)                              | Beth Wollman   | Waco O'Guin és Roger Black    | 2022. december 16. 2022. december 16. |
| 38.  | 8.  | Norf királya (King of the Norf)            | John Martinez  | Rocky Russo és Jeremy Sosenko | 2022. december 16. 2022. december 16. |
| 39.  | 9.  | Zacsi a jövőbe (Sack to the Future)        | Brian Mainolfi | Kyle Stegina és Josh Lehrman  | 2022. december 16. 2022. december 16. |
| 40.  | 10. | Az örök leszámolás (The Eternal Reckoning) | Beth Wollman   | Waco O'Guin és Roger Black    | 2022. december 16. 2022. december 16. |